# Tridenchthonius cubanus
Espèce
Synonymes
- Ditha cubana Chamberlin, 1929

Tridenchthonius cubanus est une espèce de pseudoscorpions de la famille des Tridenchthoniidae.

## Distribution
Cette espèce est endémique des Antilles. Elle se rencontre à Cuba et en Jamaïque.

## Description
La femelle décrite par Chamberlin et Chamberlin en 1945 mesure 1,43 mm.

## Publication originale
- (en) Joseph Conrad Chamberlin, « A synoptic classification of the false scorpions or chela-spinners, with a report on a cosmopolitan collection of the same. Part 1. The Heterosphyronida (Chthoniidae) (Arachnida-Chelonethida) », Annals and Magazine of Natural History, 10e série, vol. 4, no 19,‎ juillet 1929, p. 50-80 (ISSN 0374-5481, OCLC 4806285231, DOI 10.1080/00222932908673028, présentation en ligne).